# 周惟簡
周惟简，饶州鄱阳（今江西省鄱阳县）人，南唐、北宋官员。
周惟简隐居，喜欢学问，研究《易经》。南唐後主李煜召至金陵，以布衣为国子博士、集贤殿侍讲。不久，以虞部郎中致仕。宋军围金陵，周惟简从小路被召還，入後苑講否卦，賜金紫，煜求能使交兵者，張洎推荐周惟简可以谈笑间讲和。于是任命为给事中，与徐铉奉使至开封府。宋太祖召见诘责，周惟简惶恐不安，说：“臣本居山野，无意仕进，李煜强迫派我来的。听说終南山多靈藥，願在那里隐居。”宋太祖同意了。南唐灭亡，以周惟简为国子《周易》博士、判监事。开宝九年，上书请求解官，到終南山隐居。改任虞部郎中，致仕。以其子周缮为京兆府鄮县主簿，奉养周惟简。太平兴国初年，他从终南山至开封，请求入见。有司说致仕官没有诏书召见则无求对之制，于是回去了。一年后，再次上表请求当官，宋太宗任命他为太常博士，升任为水部员外郎，去世。周缮举进士，官至都官员外郎。